# دالي أندرسون (سياسي)
دالي أندرسون (بالإنجليزية: Dale Anderson)‏ هو سياسي أمريكي، ولد في 9 نوفمبر 1916 في متروبوليس في الولايات المتحدة، وتوفي في 27 يوليو 1996. حزبياً، نشط في الحزب الديمقراطي. وقد انتخب عضو مجلس النواب لولاية ماريلند.